# Ди Фонсо Бо, Марсьяль
Марсьяль Ди Фонсо Бо (исп. Marcial Di Fonzo Bo, 19 декабря 1968, Буэнос-Айрес) – аргентинский и французский актер театра и кино, театральный режиссёр.

## Биография
В 1987 окончательно обосновался в Париже. Выступал помощником режиссёра в нескольких постановках Альфредо Ариаса. С 1991 учился на курсах при Национальном театре провинции Бретань, где одним из его педагогов был Клод Режи, в спектаклях которого он, начиная с 1993, сыграл ряд ролей. Позднее участвовал также в постановках Матиаса Лангхофа, Оливье Пи, Люка Бонди, Родриго Гарсии и др. крупных режиссёров.
С 1987 снимается в кино. C 1997 выступает как театральный режиссёр.

## Избранные роли в театре
- 1993 — «Слова мудреца» по Книге Екклезиаста в переводе и обработке А.Мешонника, реж. Клод Режи (Théâtre National de Bretagne)
- 1995 — «Ричард III» Шекспира, реж. Матиас Лангхоф (Авиньонский фестиваль, Театр Жерара Филипа, Théâtre national de Bretagne)
- 1996 — «Ile du salut – Rapport 55 sur la colonie pénitentiaire» Франца Кафки, реж. Матиас Лангхоф (Théâtre de la Ville, Национальный народный театр, Théâtre des Treize Vents)
- 1999 — «Копи, портрет», реж. Марсьяль Ди Фонсо Бо, Элиза Вижье (Théâtre national de Bretagne, Théâtre de la Ville)
- 1999 — «Ревизор» Николая Гоголя, реж. Матиас Лангхоф
- 1999 — «Кто-то пришел» Юн Фоссе, реж. Клод Режи (Théâtre des Amandiers)
- 2000 — «Весёлый Апокалипсис» Оливье Пи, пост. автора (Авиньонский фестиваль)
- 2001 — «Тамерлан Великий» Кристофера Марло, реж. Жан-Батист Састр (Théâtre national de Chaillot)
- 2002 — «Борхес» Родриго Гарсии, реж. Матиас Лангхоф
- 2002 — «По-моему, вы меня не поняли» Родриго Гарсии, пост. автора (Авиньонский фестиваль)
- 2003 — «Muñequita, или Клянемся умереть со славой» Алехандро Тантаняна, (реж. Матиас Лангхоф, премия Союза критиков лучшему актёру)
- 2003 — «Мусор, город и смерть» Райнера Фасбиндера, реж. Пьер Майе (Théâtre de la Bastille)
- 2004 — «Орфей Пьера-Паоло Пазолини/Эуженио де Андраде» (Théâtre de l'Aquarium)
- 2004 — «Сын рабочего» Освальдо Ламборгини, реж. Матиас Лангхоф
- 2005 — «La Tour de la Défense» Копи, реж. Марсьяль Ди Фонсо Бо (MC93 Bobigny)
- 2005 — «Изнасилование» Бото Штрауса, реж. Люк Бонди (Odéon-Théâtre de l'Europe)
- 2006 — «Loretta Strong» Копи, реж. Марсьяль Ди Фонсо Бо и Элиза Вижье (Авиньонский фестиваль, Théâtre de la Ville)
- 2006 — «Эва Перон» Копи, реж. Марсьяль Ди Фонсо Бо (Авиньонский фестиваль, Théâtre de la Bastille)
- 2009 — «Анджело, тиран Падуанский» Виктора Гюго, реж. Кристоф Оноре (Авиньонский фестиваль)

## Фильмография
| Год  |    | Русское название          | Оригинальное название              | Роль          |
| ---- | -- | ------------------------- | ---------------------------------- | ------------- |
| 1997 | ф  | Мужчина, которого я люблю | L'homme que j'aime                 | Мартэн        |
| 1998 | ф  | Пропавшие                 | Disparus                           | Климент       |
| 1999 | ф  | Новая кожа                | Peau neuve                         | Ману          |
| 2000 | ф  | Всё в порядке, уходим     | Tout va bien, on s'en va           | Фредерико     |
| 2003 | ф  | Она наша                  | Elle est des nôtres                |               |
| 2004 | ф  | Роль её жизни             | Le rôle de sa vie                  | Луис          |
| 2005 | ф  | Ремонт                    | Travaux, on sait quand ça commence |               |
| 2009 | тф | Анджело, тиран Падуанский | Angelo, tyran de Padoue            |               |
| 2009 | ф  | Моя девочка не хочет      | Non ma fille, tu n'iras pas danser |               |
| 2009 | тф | Для двоих это проще       | À deux c'est plus facile           |               |
| 2010 | ф  | Белая линия               | La ligne blanche                   |               |
| 2011 | ф  | Полночь в Париже          | Midnight in Paris                  | Пабло Пикассо |
| 2011 | ф  | Полисс                    | Polisse                            |               |

## Избранные театральные постановки
- 2005 — «Царь Эдип» Софокла
- 2005 — «Пещера Трофонио», опера Антонио Сальери (Opéra de Lausanne)
- 2005 — «Кровь» Ларса Норена
- 2006 — «Les poulets n’ont pas de chaises» по рисункам Копи; пост. совместно с Элизой Вижье
- 2007 — «La Tour de la Défense» Копи на каталанском языке (Theatre Liure, Барселона)
- 2008 — «Метаморфозы» Овидия (Théâtre de Gennevilliers), Женвилье

## Премии и номинации
- 1996 — Премия Союза критиков за театральное открытие года
- 2004 — Премия Союза критиков лучшему актеру
- 2011 — Номинация на премию «Мольер» за режиссуру